# Едгар Бауман
Едгар Бауман (10. април 1970), бивши парагвајски атлетичар, чија је специјалност била бацање копља.
Дана 10. октобра 1999. на такмичењу у Сан Маркосу поставио је јужноамерички рекорд 84,70 метара, који још траје (2014). Бауман је први јужноамерички спортиста који је бацио копље преко 80 метара (80,56 м, 1996).
Три пута учествовао је на Светским првенствима 1993. у Штутгарту, 1995. у Гетеборгу, 1997. у Атини и једном на Олимпијским играма 1996. у Атланти. На ова четири такмичења није успео да се пласира у финале.

## Значајнији резултати
| Год.     | Такмичење         | Место                    | Плас.    | Рез.     | Детаљи |
| Парагвај | Парагвај          | Парагвај                 | Парагвај | Парагвај |        |
| -------- | ----------------- | ------------------------ | -------- | -------- | ------ |
| 1993     | Светско првенство | Штутгарт, Немачка        | 45.      | 59,82 м  |        |
| 1995     | Панамеричке игре  | Мар дел Плата, Аргентина | 2.       | 78,70 м  |        |
| 1995     | Светско првенство | Гетеборг, Шведска        | 28.      | 72,90 м  |        |
| 1996     | Олимпијске игре   | Аталанта, САД            | 20.      | 77,74 м  |        |
| 1997     | Светско првенство | Атина, Грчка             | 29.      | 72,96 м  |        |